# پتولمائیدا
شهر پتولمائیدا در استان  مقدونیه غربی در کشور یونان واقع شده است که دارای جمعیت  ۳۰٬۷۵۴  نفر می‌باشد.